# Karl von Grolman
Karl Wilhelm Georg von Grolman (Berlino, 30 luglio 1777 – Poznań, 1º giugno 1843) è stato un generale prussiano di epoca napoleonica. Era fratello di Wilhelm Heinrich von Grolman.

## Biografia
Figlio del presidente del tribunale di Berlino Heinrich Dietrich von Grolman, entrò nel reggimento di fanteria Möllendorf all'età di tredici anni; fu nominato alfiere nel 1795, sottotenente nel 1797, tenente nel 1804 e capitano nel 1805. Componente della Militärische Gesellschaft, ciò gli permise di entrare nella cerchia di von Scharnhorst, distinguendosi per il carattere energico ed intrepido già nella guerra del 1806: aiutante del feldmaresciallo von Möllendorf prima, del generale Hohenlohe-Ingelfingen poi, ebbe la promozione a maggiore per i servizi resi in azione alla battaglia di Heilsberg. Dopo la caduta della Prussia e la conseguente pace, fu uno dei più attivi fra gli assistenti di von Scharnhorst nell'opera di riorganizzazione dell'esercito (1809).
Entrò a far parte della Tugendbund ed ebbe parte del fallito tentativo di von Schill di sollevare l'esercito contro gli occupanti francesi; dopo di che entrò al servizio dell'Austria nello Stato Maggiore generale.
Raggiunse quindi Cadice per aiutare gli spagnoli contro Napoleone, guidando un corpo di volontari a difesa della città contro il maresciallo Victor (1810).
Partecipò alle battaglie di Albuera, Sagunto, e Valencia, dove fu catturato dai francesi. Scappò presto in Svizzera, e nel 1813 tornò in Prussia a servire nello Stato Maggiore. Servì successivamente sotto il colonnello von Dolffs e il generale von Kleist in qualità di ufficiale di collegamento presso il generale russo Barclay de Tolly.
Prese parte con von Kleist alla vittoria di Kulm, e si riprese da una grave ferita ricevuta in quell'occasione, in tempo per combattere alla battaglia di Lipsia. Ebbe un ruolo importante nella campagna di Francia del 1814, dopo la quale fu promosso maggior generale, grado con cui fu nominato quartiermastro generale di von Blücher, il che ne faceva, con il succitato e von Gneisenau, il responsabile delle operazioni dell'esercito prussiano.
Von Grolman ebbe parte attiva nella decisione, l'8 giugno 1815 di attaccare per portare aiuto al duca di Wellington, e quando le truppe si avvicinarono al campo di battaglia si dice abbia vinto la momentanea esitazione dei suoi superiori dando lui stesso l'ordine di avanzata.
Dopo il Trattato di Parigi von Grolman occupò ruoli importanti nel Ministero della Guerra e nello Stato Maggiore generale del nuovo esercito prussiano, dedicandosi alla riforma delle forze armate. L'ultima parte della sua carriera si svolse in Polonia, come comandante del V Corpo d'armata, e nella pratica governatore del Granducato di Poznań. Fu promosso General der Infanterie nel 1837, e morì a Poznań sei anni dopo. I suoi due figli divennero generali dell'esercito prussiano e il 18º Reggimento di fanteria portò il suo nome.